# 토끼를 태운 잠수함
"토끼를 태운 잠수함"은 1991년에 개봉한 대한민국의 영화이다.

## 캐스팅
- 김혜선 : 김미아 역
- 김세준 : 백도기 역
- 이창훈 : 오산초 역
- 전영록 : D.J 역
- 김승환 : 챠리정 역
- 임희수 : 수진 역
- 엄도일 : 민우 역
- 김애경 : 미아 모 역
- 문성근 : 영배 역
- 홍일권 : 창배 역
- 차영걸 : 진만 역
- 김인문 : 순경 역
- 권해효 : 세탁소주인
- 국정환 : 흥신소장 역
- 김하림 : 모델하우스소장 역
- 남포동 : 광약장사 역
- 노사강 : 파출소장 역
- 주상호 : 부페지배인 역
- 박용팔 : 만화방주인 역
- 나갑성 : 군의관 역
- 최재호 : 대포집주인 역
- 박종설 : 아파트경비 역
- 김상배 : 신사 역
- 박세범 : 사네 역
- 곽무성 : 승무원 역
- 차성춘 : 방범 역
- 이숙연 : 여자 1 역
- 문윤선 : 여자 2 역
- 윤동현 : 주윤발 역
- 양재원 : 건달 1 역
- 김대형 : 건달 2 역
- 권오창 : 건달 3 역
- 김상익 : 신병 역
- 이정운 : 서무과직원 역
- 정은선 : 어린미아 역

## 제작진
- 감독 : 김한성
- 원작/각본 : 김효천
- 각색 : 임순영
- 제작/기획: 정하복
- 촬영 : 박현철
- 조명 : 이민부
- 편집 : 현동춘
- 음악 : 전영록
- 미술 : 김정식
- 소품 : 조진만
- 분장 : 신임순
- 녹음 : 손인호 (한양녹음실)
- 효과 : 이재희
- 특수효과 : 정도안
- 조감독 : 이상우, 조진만
- 스틸 : 서흥익
- 현상 : 영화진흥공사
- 색보정 : 김승호
- 스크립터 : 서윤주
- 제작부 : 김정식
- 촬영팀 : 정한철, 서근희, 조보영, 김윤원
- 조명팀 : 송훈, 조대영, 김병국
- 경리 : 이숙연